# Braves Land
Braves Land ist ein Wohnplatz im Ortsteil Wahrenberg der Gemeinde Aland, die zur Verbandsgemeinde Seehausen (Altmark) im Landkreis Stendal in Sachsen-Anhalt gehört.

## Geographie
Der Ort liegt zwei Kilometer südöstlich von Wahrenberg, fünf Kilometer nördlich von Krüden, dem Sitz der Gemeinde Aland, und zehn Kilometer nordnordwestlich der Hansestadt Seehausen (Altmark), dem Sitz der Verbandsgemeinde Seehausen (Altmark). Im Norden fließt die Elbe im Naturschutzgebiet Aland-Elbe-Niederung.
Die Nachbarorte sind Wittenberge im Nordosten, Märsche und Eickerhöfe im Osten, Geestgottberg, Am Aland und Vielbaum im Südosten, Krüden im Süden, Groß Holzhausen und Scharpenhufe im Südwesten, Pollitz, Kahlenberge und Ziegelei im Westen, sowie Wahrenberg im Nordwesten.

## Geschichte
Auf historischen Karten ist an der Stelle kein Ortsname genannt. Ein Gebäude ist auf der Generalstabskarte von 1906 erstmals verzeichnet.